# Балашёв, Пётр Николаевич
Пётр Никола́евич Балашёв (Балашо́в) (2 (14) ноября 1871 — после 1939) — русский политический деятель, член Государственной думы от Подольской губернии, лидер Всероссийского национального союза и фракций националистов в Думе III и IV созывов. Был близок к П. А. Столыпину.

## Биография

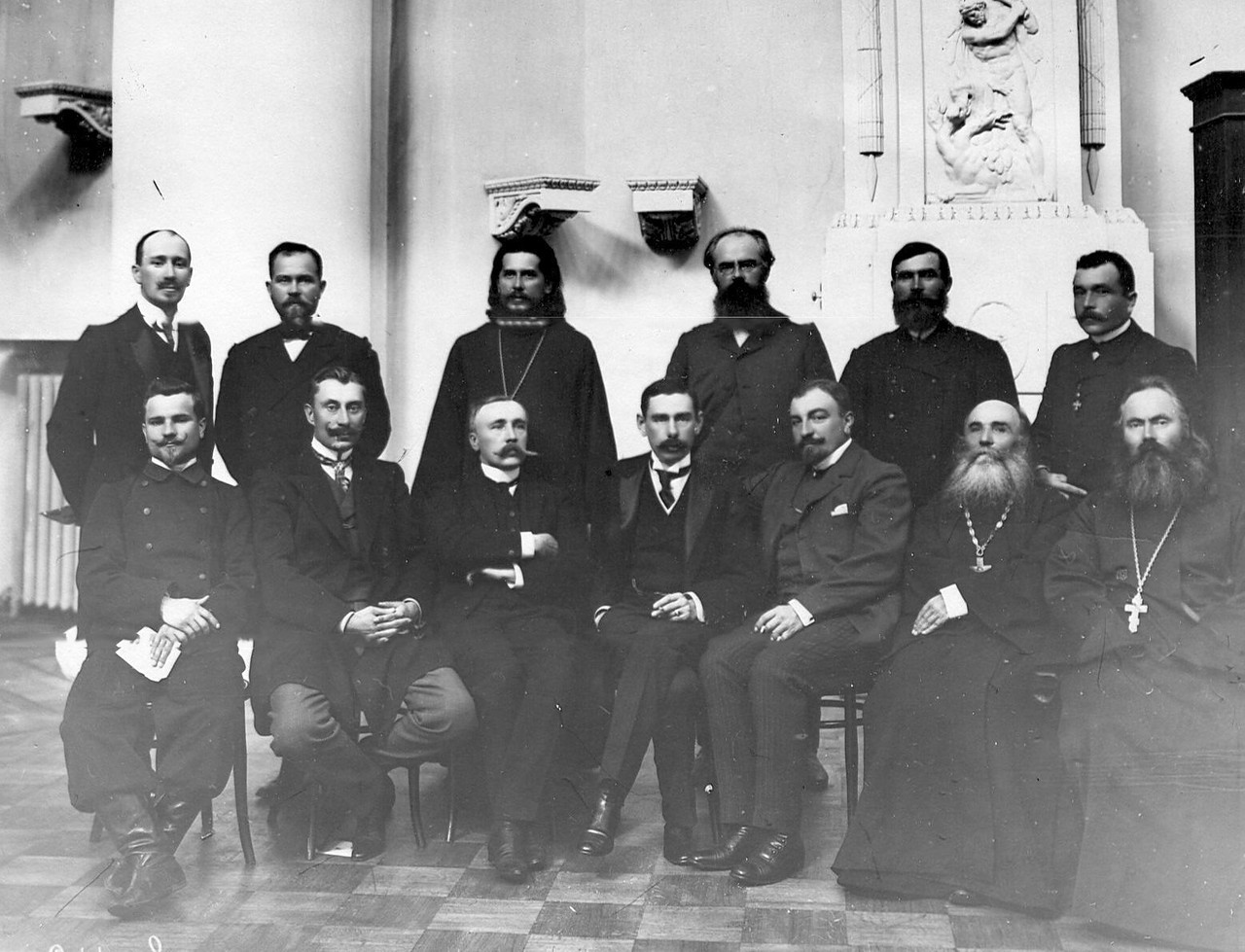
Депутаты Государственной думы Российской империи III созыва, от Подольской губернии. Сидят: Андрийчук Г. А., Потоцкий А. А., Червинский Г. Е., Балашёв П. Н., Гижицкий А. С., Маньковский Г. Т., Сендерко М. И.; стоят: Чихачёв Д. Н., Пахальчак В. К., Подольский В. И., Балаклеев И. И., Николенко П. Е., Галущак С. О.

Из богатейшей аристократической семьи. Один из крупнейших землевладельцев России (330 тысяч десятин в Киевской, Подольской, Саратовской и Уфимской губерниях).
Сын члена Государственного совета Николая Петровича Балашова (1840—1931) и Екатерины Андреевны, урождённой графини Шуваловой (1848—1931). Имел брата — Андрея Николаевича (1874—1916) и сестру Александру Николаевну (1876—1896). Двоюродный брат графа И. И. Воронцова-Дашкова.
Окончил 6-ю Санкт-Петербургскую гимназию (1890) и юридический факультет Санкт-Петербургского университета (1894).
По окончании университета поступил вольноопределяющимся в лейб-гвардии Гусарский Его Величества полк. Был полковым казначеем и квартирмейстером, в 1899 году был произведен в поручики. В марте 1890 года вышел отставку и поселился в своем подольском имении Комаргороде, где посвятил себя сельскому хозяйству и общественной деятельности. Состоял Брацлавским уездным предводителем дворянства (1900—1909) и почетным мировым судьёй Брацлавского округа (1902—1908). В 1901 году был пожалован в камер-юнкеры, затем — в камергеры, а в 1911 году был удостоен придворного звания «в должности егермейстера».
После провозглашения Октябрьского манифеста организовал и возглавил Союз русских избирателей Юго-Западного края, позднее примкнувший к Всероссийскому национальному союзу. Был действительным членом Киевского клуба русских националистов.
В 1907 году был избран членом III Государственной думы от съезда землевладельцев Подольской губернии. Был председателем фракции умеренно-правых, а с 3-й сессии — председателем русской национальной фракции. Состоял председателем комиссии по местному самоуправлению, а также членом комиссий: о государственной обороне, земельной, об охоте и по направлению законодательных предположений. Был одним из главных сторонников политики Столыпина.
В 1909 году возглавил Партию умеренно-правых, созданную на основе фракции умеренно-правых. После её слияния с Всероссийским национальным союзом в следующем году был избран председателем ВНС. Выступал за демократизацию устава партии, создание широкой сети местных отделов ВНС и преобразование союза в сильную думскую фракцию. Выделял значительные личные средства на поддержку партии.
В 1912 году переизбран в Государственную думу. Был председателем фракции русских националистов и умеренно-правых, после её раскола в августе 1915 года возглавил правое крыло фракции, т. н. «балашовцев». Выступал против создания Прогрессивного блока и за сближение с правыми. Состоял председателем, а затем рядовым членом комиссии по военным и морским делам.
В годы Первой мировой войны организовал Юго-Западную областную земскую организацию помощи больным и раненным воинам. В 1916 году состоял в чине статского советника.
После Февральской революции участвовал в Государственном совещании в Москве, во время Корниловского выступления был арестован.
После Октябрьской революции эмигрировал во Францию, позднее в переехал в Сафи (Марокко).

## Семья
С 24 января 1896 года был женат на княжне Марии Григорьевне Кантакузиной (1871—1943), фрейлине двора, дочери гофмейстера Г. Л. Кантакузена. Один из сыновей: Николай (1898—1939), учащийся Александровского лицея, вольноопределяющийся лейб-гвардии Гусарского полка; эмигрировал, жил в Париже.

## Награды
- Орден Святого Станислава 2-й ст. (1903);
- Орден Святого Владимира 4-й ст. (1909).
- медаль «В память царствования императора Александра III»;
- медаль «В память коронации Императора Николая II»;
- медаль «В память 100-летия Отечественной войны 1812 г.»;
- медаль «В память 300-летия царствования дома Романовых» (1913).